# Acid phthalic
Axit phtalic là một axit dicarboxylic thơm, với công thức C6H4 (CO2H) 2. Nó là một đồng phân của axít isophthalic và axít terephthalic. Mặc dù axit phtalic có tầm quan trọng thương mại khiêm tốn, chất phthalic anhydride phái sinh có mối liên quan chặt chẽ là một hoá chất được sản xuất trên quy mô lớn.

## Sản xuất
Axit phtalic là sản phẩm của quá trình oxy hóa có xúc tác của naphthalene trực tiếp đến alhydrit phthalic và quá trình thủy phân tiếp theo của anhydride